# اصطبل فریبرز یرمونه
اصطبل فریبرز یرمونه مربوط به سده‌های متاخر دوران‌های تاریخی پس از اسلام است و در شهرستان کهگیلویه، بخش چرام، دهستان چرام، روستای شیخ حسین واقع شده و این اثر در تاریخ ۱۸ شهریور ۱۳۸۷ با شمارهٔ ثبت ۲۳۳۴۷ به‌عنوان یکی از آثار ملی ایران به ثبت رسیده است.